# Тарча (комуна)
Тарча (рум. Tarcea) — комуна у повіті Біхор в Румунії. До складу комуни входять такі села (дані про населення за 2002 рік):
- Адонь (786 осіб)
- Галошпетреу (985 осіб)
- Тарча (935 осіб) — адміністративний центр комуни

Комуна розташована на відстані 452 км на північний захід від Бухареста, 46 км на північний схід від Ораді, 131 км на північний захід від Клуж-Напоки.

## Населення
За даними перепису населення 2002 року у комуні проживали 2706 осіб.
Національний склад населення комуни:
| Національність | Кількість осіб | Відсоток |
| -------------- | -------------- | -------- |
| угорці         | 2085           | 77,1%    |
| румуни         | 454            | 16,8%    |
| цигани         | 165            | 6,1%     |
| українці       | 1              | < 0,1%   |
| чанго          | 1              | < 0,1%   |

Рідною мовою назвали:
| Мова       | Кількість осіб | Відсоток |
| ---------- | -------------- | -------- |
| угорська   | 2291           | 84,7%    |
| румунська  | 330            | 12,2%    |
| циганська  | 81             | 3,0%     |
| українська | 4              | 0,1%     |

Склад населення комуни за віросповіданням:
| Релігія        | Кількість осіб | Відсоток |
| -------------- | -------------- | -------- |
| реформати      | 1399           | 51,7%    |
| римо-католики  | 543            | 20,1%    |
| православні    | 342            | 12,6%    |
| греко-католики | 249            | 9,2%     |
| баптисти       | 142            | 5,2%     |
| адвентисти     | 16             | 0,6%     |
| не релігійні   | 9              | 0,3%     |
| п'ятдесятники  | 3              | 0,1%     |